# Thrakischer Thymian
Der Thrakische Thymian oder Langzahn-Thymian (Thymus thracicus) ist eine Pflanzenart aus der Gattung der Thymiane (Thymus) in der Familie der Lippenblütler.

## Beschreibung
Der Thrakische Thymian ist ein kleiner Strauch, der lange, kriechende und holzige, nicht blütentragende Stängel ausbildet, an denen in den Achseln Büschel aus Laubblättern und bis zu 10 cm lange blütentragende Stängel stehen. An den blütentragenden Stängeln stehen an der Basis Gruppen von kleinen Laubblättern. Die Stängel sind rundum oder an zwei sich gegenüberliegenden Seiten behaart. Die Laubblätter sind meist 8 bis 12 mm lang und 2 (selten, häufiger 3) bis 4 mm breit. Sie sind elliptisch-spatelförmig, fast spitz und lederig. Die Seitenadern sind deutlich ausgeprägt, eine Randader fehlt.
Die Blütenstände sind kugelförmig bis leicht zylindrisch. Die Tragblätter ähneln den Laubblättern. Der Kelch ist 4 bis 6 mm lang, violett überhaucht, die Oberlippe ist etwas länger als die Unterlippe. Die oberen Zähne sind etwa 1 mm lang und meist bewimpert. Die Krone ist bis zu 8 mm lang und purpurn.
Die Chromosomenzahl beträgt 2n = 28 oder 58.

## Vorkommen und Standorte
Die Art kommt von Italien, Albanien, Griechenland, dem früheren Jugoslawien und Bulgarien bis zur Türkei vor.